# Apocyneae
Apocyneae es una tribu de plantas   perteneciente a la familia Apocynaceae (orden Gentianales).  Esta tribu tiene 27 géneros. El género tipo es Apocynum L.

## Géneros
- Aganonerion Pierre ex Spire
- Aganosma (Blume) G. Don
- Amphineurion (A. DC.) Pichon ~ Aganosma (Blume) G. Don
- Anisolobus A. DC. = Odontadenia Benth.
- Anodendron A. DC.
- Apocynum L.
- Aptotheca Miers = Forsteronia G. Mey.
- Argyronerium Pit. = Epigynum Wight
- Baharuia D. J. Middleton
- Baissea A. DC.
- Beaumontia Wall.
- Chavannesia A. DC. = Urceola Roxb.
- Chonemorpha G. Don
- Chunechites Tsiang = Urceola Roxb.
- Cleghornia Wight
- Codonechites Markgr. = Odontadenia Benth.
- Codonura K. Schum. = Baissea A. DC.
- Dewevrella De Wild.
- Ecdysanthera Hook. & Arn. = Urceola Roxb.
- Elytropus Müll. Arg.
- Epigynum Wight
- Eucorymbia Stapf
- Formosia Pichon = Anodendron A. DC.
- Forsteronia G. Mey.
- Giadotrum Pichon = Cleghornia Wight
- Guerkea K. Schum. = Baissea A. DC.
- Haplophandra Pichon = Odontadenia Benth.
- Hymenolophus Boerl. = Urceola Roxb.
- Ichnocarpus R. Br.
- Ixodonerium Pit.
- Lamechites Markgr. = Ichnocarpus R. Br.
- Micrechites Miq. = Ichnocarpus R. Br.
- Microchonea Pierre = Trachelospermum Lem.
- Motandra A. DC.
- Muantum Pichon = Beaumontia Wall.
- Nouettea Pierre = Epigynum Wight
- Odontadenia Benth.
- Oncinotis Benth.
- Papuechites Markgr.
- Parabarium Pierre ex Spire = Urceola Roxb.
- Parabeaumontia (Baill.) Pichon = Vallaris Burm. f.
- Parameria Benth.
- Parameriopsis Pichon = Parameria Benth.
- Parepigynum Tsiang & P. T. Li
- Peltanthera Roth = Vallaris Burm. f.
- Perictenia Miers = Odontadenia Benth.
- Pezisicarpus Vernet = Urceola Roxb.
- Pinochia M. E. Endress & B. F. Hansen ~ Forsteronia G. Mey.
- Poacynum Baill. = Apocynum L.
- Rhynchodia Benth. = Chonemorpha G. Don
- Sindechites Oliv.
- Thyrsanthella Pichon = Trachelospermum Lem.
- Trachelospermum Lem.
- Trachomitum Woodson = Apocynum L.
- Urceola Roxb.
- Vallariopsis Woodson
- Vallaris Burm. f.
- Xylinabaria Pierre = Urceola Roxb.
- Xylinabariopsis Pit. = Urceola Roxb.
- Zygodia Benth. = Baissea A. DC.